# جيا مانتيجنا
جيا مانتيجنا (بالإنجليزية: Gia Mantegna)‏ هي ممثلة أمريكية، ولدت في 17 أبريل 1990 بمانهاتن في الولايات المتحدة.

## أعمال

### أفلام
- (2004) 13 أصبحت 30[5][6][7]
- (2010) وقريبا الظلام
- (2013) الأرض المتجمدة
- (2013) إمباير ستات
- (2014) الأمير

### مسلسلات
- الحياة السرية لمراهقة أمريكية
- تحت القبة
- ذا ميدل
- عقول إجرامية

## وصلات خارجية
- جيا مانتيجنا على موقع IMDb (الإنجليزية)
- جيا مانتيجنا على موقع ألو سيني (الفرنسية)
- جيا مانتيجنا على موقع أول موفي (الإنجليزية)
- جيا مانتيجنا على موقع قاعدة بيانات الفيلم (الإنجليزية)
- جيا مانتيجنا على موقع كينوبويسك (الروسية)